# Shahrestān-e Dārāb
Shahrestān-e Dārāb (persiska: شهرستان داراب, داراب) är en delprovins (shahrestan) i Iran.   Den ligger i provinsen Fars, i den centrala delen av landet, 900 km söder om huvudstaden Teheran.
Delprovinsen hade 201 489 invånare 2016.